# Stabæk Fotball 2005
Questa voce raccoglie le informazioni riguardanti lo Stabæk Fotball nelle competizioni ufficiali della stagione 2005.

## Rosa
| N. |                      | Ruolo | Calciatore             |
| -- | -------------------- | ----- | ---------------------- |
| 1  | Norvegia (bandiera)  | P     | Jon Knudsen            |
| 3  | Norvegia (bandiera)  | D     | Jørgen Pettersen       |
| 4  | Norvegia (bandiera)  | D     | Mike Kjølø             |
| 5  | Svezia (bandiera)    | D     | Markus Karlsson        |
| 6  | Norvegia (bandiera)  | D     | Tom Stenvoll           |
| 7  | Norvegia (bandiera)  | C     | Henning Hauger         |
| 8  | Svezia (bandiera)    | C     | Jesper Jansson         |
| 9  | Norvegia (bandiera)  | A     | Trond Haugstad         |
| 9  | Danimarca (bandiera) | C     | Mads Jørgensen         |
| 10 | Islanda (bandiera)   | A     | Veigar Páll Gunnarsson |
| 11 | Svezia (bandiera)    | A     | Daniel Nannskog        |
| 12 | Norvegia (bandiera)  | P     | Espen Isaksen          |
| 13 | Norvegia (bandiera)  | C     | Torbjørn Melhuus       |

| N. |                      | Ruolo | Calciatore        |
| -- | -------------------- | ----- | ----------------- |
| 14 | Finlandia (bandiera) | C     | Christian Sund    |
| 15 | Norvegia (bandiera)  | D     | Morten Skjønsberg |
| 16 | Norvegia (bandiera)  | D     | Christian Holter  |
| 18 | Norvegia (bandiera)  | A     | Thomas Finstad    |
| 19 | Norvegia (bandiera)  | C     | Branimir Poljac   |
| 20 | Norvegia (bandiera)  | D     | Inge André Olsen  |
| 21 | Norvegia (bandiera)  | C     | Tommy Stenersen   |
| 23 | Norvegia (bandiera)  | A     | Eirik Markegård   |
| 24 | Norvegia (bandiera)  | C     | Mads Clausen      |
| 25 | Brasile (bandiera)   | C     | Alanzinho         |
| 25 | Norvegia (bandiera)  | D     | Christian Tanum   |
| 26 | Norvegia (bandiera)  | C     | Bjørnar Holmvik   |
| 30 | Svezia (bandiera)    | D     | Joakim Persson    |